# Orde van het Nationaal Congres
De Orde van het Nationaal Congres (Portugees: "Ordem do Congresso Nacional") is een Braziliaanse Ridderorde die op 28 november 1972 door het Braziliaanse parlement werd gesticht. Het is een van Braziliës hoogste civiele onderscheidingen.
De Orde heeft zes klassen:
- Grote keten van de Orde (ingesteld voor staatshoofden maar ook voor zeer hooggeplaatste vreemdelingen en de voorzitters van de beide kamers van het Braziliaanse parlement)
- Grootkruis
- Grootofficier
- Commandeur
- Officier
- Ridder